# Icadyptes
Icadyptes – rodzaj pingwina żyjącego w późnym eocenie w tropikalnych rejonach Ameryki Południowej.

## Morfologia
Clarke i współpracownicy (2007) wyróżnili cztery autapomorfie Icadyptes, m.in. długość dzioba stanowiąca ponad dwie trzecie długości czaszki oraz połączenie kości przedszczękowych i podniebiennych. Odnaleziona czaszka Icadyptes salasi jest pierwszą odkrytą czaszką bazalnego pingwina. Stojąc, Icadyptes osiągał co najmniej 1,5 m wzrostu – więcej niż jakikolwiek żyjący współcześnie pingwin – rozmiarami dorównywały mu lub nieznacznie go przewyższały tylko nieliczne pingwiny, takie jak Pachydyptes, Palaeeudyptes i Anthropornis. Bardzo długi dziób był prawdopodobnie pokryty cienką ramfoteką, w przeciwieństwie do współczesnych pingwinów, u których ramfoteka jest gruba. Przypuszczalnie Icadyptes polował na stosunkowo dużą zdobycz, którą nabijał na ostro zakończony dziób.

## Historia odkryć
Szczątki tego pingwina odnaleziono w liczących około 37–35 mln lat osadach formacji Otuma w Peru. Icadyptes został opisany w 2007 roku przez dr Julię Clarke i współpracowników z North Carolina State University. Nazwa rodzajowa pochodzi od słów Ica (nazwa prowincji, na terenie której znaleziono skamieniałości ptaka) oraz greckiego słowa dyptes, oznaczającego „pływak”. Nazwa gatunkowa gatunku typowego, salasi, honoruje peruwiańskiego paleontologa Rodolfo Salasa.

## Biogeografia
Odkrycie Icadyptes doprowadziło do rewizji teorii dotyczących geograficznego rozprzestrzenienia pingwinów w przeszłości. Dawniej sądzono, że pingwiny ewoluowały w pobliżu bieguna południowego w Australii i Nowej Zelandii i zasiedliły tereny leżące bliżej równika około 10 mln lat temu. Fakt, iż Icadyptes żył na terenach dzisiejszego Peru w okresie ocieplenia klimatu dowodzi, że pingwiny były przystosowane do życia w ciepłych warunkach już trzydzieści milionów lat wcześniej, niż dotąd sądzono.